# Ishan Toptani
 (octobre 2018).
Si vous disposez d'ouvrages ou d'articles de référence ou si vous connaissez des sites web de qualité traitant du thème abordé ici, merci de compléter l'article en donnant les références utiles à sa vérifiabilité et en les liant à la section « Notes et références ».
Ishan Toptani (1908-2001) est un homme politique albanais. Profondément anti-communiste, il participe à la résistance à l'occupant italien et allemand pendant la Seconde Guerre mondiale. Pendant la Guerre froide il est une figure de l'opposition au régime communiste de son pays.

## Biographie
La famille Toptani a une forte influence sur le centre de l'Albanie avant la Deuxième Guerre mondiale. Ishan Toptani est le fils du bey Abdi Toptani (1864-1942, parfois orthographié Abdy Bej Toptani) qui est l'un des principaux partisans d'Ismael Qemal Vlora quand ce dernier proclame l'indépendance de l'Albanie en 1912.
Ishan Toptani fait ses études à Vienne et obtient un doctorat de sciences politiques.
Au moment de la déclaration de guerre, il mène une vie paisible de propriétaire terrien, son père ayant abandonné toute activité politique après s'être brouillé avec le roi Zog Ier. Il réussit à éviter de s'allier avec aucun des deux principaux mouvements de résistance à l'occupation allemande et italienne - le Mouvement de libération nationale (Levizje Nacional Çlirimtare en albanais) qui, lors de sa création en 1942, regroupe les communistes et les nationalistes de diverses tendances avant d'être rapidement contrôlé par le Parti communiste albanais d'Enver Hoxha et le Parti du Front national (Balli Kombëtar), mouvement nationaliste anti-italien, anti-communiste et anti-royaliste - tout en gagnant l'estime de chacun.
Son intermédiation permet la rencontre entre le dirigeant balliste Midhat Frashëri et son homologue zoguiste (partisan du roi Zog) Abaz Kupi. Cette démarche aboutit à la conférence de Mukja d'août 1943. Malheureusement cet accord est rejeté par la direction communiste. Il s'ensuit une guerre civile qui s'achève par la victoire de Hoxha.
Toptani commence à travailler avec les Britanniques du Special Operations Executive au début de l'année 1944. C'est lui qui héberge et soigne, de sa propre initiative, le lieutenant-colonel Arthur Nicholls jusqu'à son décès.
Le lieutenant-colonel Neil McLean, le commandant David Smiley et le capitaine Julian Amery, les « Mousquetaires » (The Muskeeters), évacuent l'Albanie en octobre 1944, abandonnant sur ordres leurs camarades albanais. Toptani et Kupi réussissent toutefois à s'échapper et à gagner l'Italie.
Après la guerre, Toptani travaille pour le magazine Newsweek à Rome et à Paris. Quand la CIA et le MI6 veulent renverser le régime communiste de Hoxha (projet Valuable), Toptani crée en Grèce un Comité pour l'Albanie libre (Comitee for Free Albania) chargé de recruter des émigrés albanais.
Ces émigrés sont envoyés sur l'île de Malte pour suivre un entraînement militaire dirigé par le colonel David Smiley.
Les infiltrations des commandos albanais (les Pixies ou Lutins) échouent tous sur dénonciation de l'agent double Kim Philby.
Toptani s'installe ensuite en Angleterre et travaille pour la BBC, à Londres. En 1958, il obtient la nationalité britannique. Il aide David Smiley pour la rédaction du récit de ses missions au sein du SOE en Albanie.
Dans les dernières années de sa vie, il s'intéresse plus particulièrement aux événements en Albanie et au Kosovo. Il était le doyen de la communauté albanaise en Grande-Bretagne jusqu'à sa mort en 1991.
Ishan Toptani est photographié en compagnie de David Smiley en Albanie en 1944 dans Albanian Assignment et Au cœur de l'action clandestine. Des Commandos au MI6.